# Greg Giraldo
Greg Giraldo (Bronx, 10 de dezembro de 1965 – New Brunswick, 29 de setembro de 2010) foi um comediante estadunidense. Antes de se tornar comediante, ele estudou em Harvard e trabalhou como advogado.
Ele é lembrado nos EUA por suas aparições nos especiais televisivos do Comedy Central, e por seu trabalho nos programas de televisão dessa rede Tough Crowd with Colin Quinn, Root of All Evil de Lewis Black e Stand-Up Nation.

## Morte
Ele morreu em consequência de complicações decorrentes de overdose acidental de uma medicação por prescrição.

## Filmografia

### Televisão
| Ano       | Titulo                                                             | Papel                 |
| --------- | ------------------------------------------------------------------ | --------------------- |
| 1996      | Common Law                                                         | John Alvarez          |
| 1997      | Live At Jongleurs                                                  | Ele mesmo             |
| 1997      | Later                                                              | Ele mesmo             |
| 2000–2004 | Comedy Central Presents                                            | Ele mesmo             |
| 2000–2008 | Late Night with Conan O'Brien                                      | Ele mesmo             |
| 2001      | Late Friday                                                        | Ele mesmo             |
| 2002–2004 | The View                                                           | Ele mesmo             |
| 2002–2004 | Last Call with Carson Daly                                         | Ele mesmo             |
| 2002      | Comedy Central Presents: The N.Y. Friars Club Roast of Chevy Chase | Ele mesmo             |
| 2002      | The Greg Giraldo Show                                              | Greg                  |
| 2002      | The Colin Quinn Show                                               | Ele mesmo/Vários      |
| 2002–2004 | Tough Crowd with Colin Quinn                                       | Ele mesmo/Vários      |
| 2004      | Comedy Central Presents: 100 Greatest Stand-ups of All Time        | Ele mesmo             |
| 2004      | Shorties Watchin' Shorties                                         | Ele mesmo             |
| 2004      | Last Laugh '04                                                     | Ele mesmo             |
| 2004–2005 | Late Show with David Letterman                                     | Ele mesmo             |
| 2005      | The Greg Giraldo Show                                              | Ele mesmo/Host        |
| 2005      | Comedy Central Roast of Jeff Foxworthy                             | Ele mesmo             |
| 2005      | Comedy Central Roast of Pamela Anderson                            | Ele mesmo             |
| 2005      | Gone Hollywood                                                     | Ele mesmo/Host        |
| 2005–2007 | Friday Night Stand-Up with Greg Giraldo                            | Ele mesmo/Host/Vários |
| 2005–2010 | Just For Laughs                                                    | Ele mesmo             |
| 2005      | Dave Attell's Insomniac Tour                                       | Ele mesmo             |
| 2005      | Last Laugh '05                                                     | Ele mesmo             |
| 2006      | Tattoo Fixation                                                    | Ele mesmo             |
| 2006      | Howard Stern On Demand                                             | Ele mesmo             |
| 2006      | Comedy Central Roast of William Shatner                            | Ele mesmo             |
| 2006      | Drive/II                                                           |                       |
| 2006      | Last Laugh '06                                                     | Ele mesmo             |
| 2007      | Adult Content with Greg Giraldo                                    | Ele mesmo             |
| 2007      | Comedy Central Roast of Flavor Flav                                | Ele mesmo             |
| 2008      | Caiga Quien Caiga (CQC)                                            | Ele mesmo             |
| 2008      | Comedy Central Roast of Bob Saget                                  | Ele mesmo             |
| 2008      | The Gong Show with Dave Attell                                     | Ele mesmo             |
| 2008      | Lewis Black's Root of All Evil                                     | Ele mesmo             |
| 2008      | Cheech & Chong: Roasted                                            | Ele mesmo             |
| 2008      | Z Rock                                                             | Harry Braunstein      |
| 2009      | Comedy Central Roast of Larry the Cable Guy                        | Ele mesmo             |
| 2009      | Martin Short: Let Freedom Hum                                      | Ele mesmo             |
| 2009      | Comedy Central Roast of Joan Rivers                                | Ele mesmo             |
| 2009      | Burned: The Roasts' Most Outrageous Moments                        | Ele mesmo/Host        |
| 2009      | Midlife Vices                                                      | Ele mesmo             |
| 2010      | Jimmy Kimmel Live!                                                 | Ele mesmo             |
| 2010      | The Marriage Ref                                                   | Ele mesmo             |
| 2010      | Last Comic Standing                                                | Ele mesmo             |
| 2010      | Comedy Central Roast of David Hasselhoff                           | Ele mesmo             |
| 2011      | Give It Up For Greg Giraldo                                        | Ele mesmo             |

### Filmes
| Ano  | Titulo                        | Papel      |
| ---- | ----------------------------- | ---------- |
| 1999 | Game Day                      | Zippy      |
| 2000 | Choices                       | Mike       |
| 2000 | Eventual Wife                 | Jim        |
| 2002 | American Dummy                | Dr. Mabuse |
| 2002 | Comedian                      | Ele mesmo  |
| 2006 | Dave Attell's Insomniac Tour  | Greg       |
| 2008 | What Blows Up Must Come Down! | Jihad Joe  |
| 2010 | Joan Rivers: A Piece of Work  | Ele mesmo  |
| 2010 | I Am Comic                    | Ele mesmo  |